# El bello durmiente
El bello durmiente es una película de comedia y ciencia ficción mexicana de 1952, escrita y dirigida por Gilberto Martínez Solares, y protagonizada por Germán Valdés «Tin-Tan» y Lilia del Valle. Es una parodia del cuento infantil, La bella durmiente y un homenaje a las dos clásicas series animadas de Hanna-Barbera, Los Picapiedra y Capitán Cavernícola, cuyo argumento y secuencia sobre la vida prehistórica y la era cuaternaria son similares y/o diferentes a los de la película La edad de piedra (1964) de Viruta y Capulina.

## Argumento
Un típico héroe de las cavernas llamado Triquitrán (Germán Valdés «Tin-Tan») se enamora perdidamente de una bella y guapa cavernaria llamada Jade (Lilia del Valle), y a partir de ello inicia una serie de historias de enredos y situaciones muy divertidas.

## Reparto
- Germán Valdés "Tin-Tan" como Triquitrán
- Lilia del Valle como Jade / Yolanda
- Wolf Ruvinskis  como Tracatá / Dr. Heinrich Wolf
- Marcelo Chávez  como Tico Tico / Don Marcelo
- Juan García como Cavernario bruto
- Gloria Mestre como Invitada a fiesta
- José René Ruiz Martínez "Tun-Tun"" como Brujo Chaquira
- Pascual García Peña
- Nicolás Rodríguez como Don Ramón
- Armando Arriola como Don Alfonso
- Lucrecia Muñoz como Cavernaria / Excursionista
- Manuel Trejo Morales como Cavernario
- Elena Julián  como Cavernaria
- Georgina González como Cavernaria
- Elvira Lodi como Cavernaria en salón de belleza
- Eduardo Bonada
- Joaquín García "Borolas" como Brujo
- Tonina Jackson
- Fernando Osés
- Guillermo Hernández
- Sergio Llanes
- Jack Parelli
- Raul Romero
- Fuco Jiménez
- Rodolfo Calvo como Juez de registro civil
- Jorge Chesterking como Invitado a fiesta de disfraces
- Fernando Curiel como Reportero
- Leonor Gómez como Cavernaria
- Diana Ochoa como Excursionista
- Ángela Rodríguez como Invitada a boda
- Pepe Ruiz Vélez como Locutor
- María Valdealde como Invitada a fiesta de disfraces
- Ramón Valdés "Don Ramón" como Cavernario